# Hannsheinz Bauer
Hannsheinz Bauer (* 28. März 1909 in Wunsiedel; † 18. Juli 2005 in Würzburg) war ein deutscher Politiker (SPD) und einer der „Väter des Grundgesetzes“.

## Leben und Beruf
Bauer, der evangelischen Glaubens war, wuchs in Würzburg auf. Nach dem Abitur am Realgymnasium in Würzburg studierte er bis 1933 Jura in München und Würzburg und, da er sein Studium aufgrund seiner jüdischen Herkunft als politisch Verfolgter abbrechen musste, nahm danach eine kaufmännische Tätigkeit in der Bank- und Automobilbranche auf. Während des Zweiten Weltkriegs war er Soldat und geriet in US-amerikanische Kriegsgefangenschaft, aus der er im November 1945 zurückkehrte.
Am 1. Februar 1946 nahm er die Arbeit als Referent für das Bevölkerungswesen in der Würzburger Stadtverwaltung wieder auf.
Verheiratet war er seit 1947 mit Ingeborg geb. Rees.

## Partei
Mit 21 Jahren trat Bauer 1930 der SPD bei. Er engagierte sich von 1930 bis 1933 in der Sozialistischen Studentenschaft und war Vorsitzender des Deutschen Republikanischen Studentenbundes in Würzburg. 1945 beteiligte er sich am Wiederaufbau der SPD. Seit 1989 war Bauer Ehrenvorsitzender des SPD-Bezirks Unterfranken (Bayern). Nach ihm wurde auch der Sitz des Bezirksverbandes benannt, das Hannsheinz-Bauer-Haus in Würzburg.

## Abgeordneter
Seit dem 2. Juli 1946 war Bauer Mitglied der Bayerischen Verfassunggebenden Landesversammlung und somit an der Ausarbeitung der Verfassung Bayerns beteiligt. Von 1946 bis zu seiner Mandatsniederlegung am 6. September 1953 war er Mitglied des Bayerischen Landtages.
Bauer war 1948/1949 Mitglied des Parlamentarischen Rates. Danach gehörte er dem Deutschen Bundestag von 1953 bis 1972 an. Dort war er vom 22. Februar 1967 bis 1969 Vorsitzender des Bundestagsausschusses für Wahlprüfung, Immunität und Geschäftsordnung.
Er gehörte ab 1958 auch der Parlamentarischen Versammlung des Europarates als Mitglied der deutschen Delegation an. Von Januar 1972 bis 1973 war er deren Vizepräsident, nachdem er schon von 1960 bis 1973 Vorsitzender des dortigen Geschäftsordnungsausschusses gewesen war. Die Benennung Würzburgs als Europastadt nach der Verleihung des Europapreises am 14. Oktober 1973 geht im Wesentlichen auf das europapolitische Wirken Bauers zurück.
Er war das letzte noch lebende Mitglied des Parlamentarischen Rates.

## Arbeit für die DDR-Staatssicherheit
Nach dem Rosenholz-Bericht der BStU von 2007 zählt Hannsheinz Bauer zu jenen Abgeordneten des 6. Deutschen Bundestages, zu denen die Hauptverwaltung Aufklärung des Ministeriums für Staatssicherheit der DDR offenbar direkte Beziehungen unterhalten hat. Über Bauer, der etwa von 1960 an von der HV A als
„Volk“ bezeichnet wurde, heißt es dort: „Der operative Informationsfluss erfolgte so rasant, dass schon 1968 der 21. Aktenband angelegt werden musste, was etwa 6300 Blatt Papier entspricht. ‚Volk‘ galt stets als zuverlässig.“ Zu den gelieferten Informationen zählten Protokolle von Ausschusssitzungen des SPD-Parteivorstandes, des Arbeitskreises Rechtswesen und Sitzungsprotokolle des Europarates von 1972.
Helmut Müller-Enbergs hat in Rosenholz: Eine Quellenkritik (2007) Bauer als Abgeordneten genannt, der im Deutschen Bundestag von 1969 bis 1972 unter „mindestens zehn“ in direktem Kontakt mit der Hauptverwaltung Aufklärung der Stasi gestanden habe.
Der BStU stellte 2013 fest: „[O]b Bauer sich bewusst in den Dienst der HV A stellte, lässt sich bei der derzeitigen Aktenüberlieferung nicht mit der gebotenen Sicherheit feststellen.“

## Ehrungen
- 1964: Bayerischer Verdienstorden
- 1969: Großes Verdienstkreuz der Bundesrepublik Deutschland
- 1972: Großes Verdienstkreuz mit Stern der Bundesrepublik Deutschland